# Engyprosopon rostratum
Engyprosopon rostratum és un peix teleosti de la família dels bòtids i de l'ordre dels pleuronectiformes.

## Morfologia
Pot arribar als 7 cm de llargària total.

## Distribució geogràfica
Es troba a les costes centrals del Pacífic Occidental.